# Исламский Эмират Сомали
Исламский Эмират Сомали (сомал. Imaarada Islaamiga ah ee Soomaaliya, араб. إمارة الصومال الإسلامية‎) — относится к территориям в Сомали под контроль и управление группировкой «аш-Шабаб» , которая объявила свою территорию исламским эмиратом в 2008 году. Ее целью было контролировать и управлять Сомали, хотя она оставалась непризнанной. Границы Исламского Эмирата Сомали претерпели радикальные изменения в ходе гражданской войны в Сомали.

## История
«Аш-Шабаб» берет свое начало в «Союзе исламских судов», зонтичной группе, которая управляла большей частью Сомали до вторжения Эфиопии в декабре 2006 года. В 2007–2008 годах «аш-Шабаб» была создана как независимая группа, получившая большую поддержку после того, как назвала себя сомалийским сопротивлением эфиопской оккупации.
«Аш-Шабаб» соединил сомалийский национализм с салафитским джихадизмом. Он также был панисламистским, связывая недовольство Сомали с недовольством всего мусульманского мира. Однако некоторые из более националистических фракций «аш-Шабаб» отвергли панисламизм и хотели, чтобы Сомали находилась под исламским правлением. Большая часть «аш-Шабаб» была убежденной националистической и стремилась расширить свое влияние на всю Большую Сомали. После распада СИС в 2007 году «аш-Шабаб» начал собственное повстанческое движение. Хотя «аш-Шабаб» был сосредоточен исключительно на Сомали, он привлек некоторых иностранных джихадистов. Подавляющее большинство иностранных джихадистов были сомалийской диаспорой. Остальные включали добровольцев из Восточной Африки, Ближнего Востока и Запада. Среди высокопоставленных иностранных бойцов были Фуад Калаф Шонголе, шведский сомалийский гражданин, Джехад Мостафа, курд-американец, Омар Шафик Хаммами, сирийский американец, и Муджахид Миски, сомалийский американец.
Во время эфиопской военной оккупации многие сомалийцы считали «аш-Шабаб» подлинным национальным движением сопротивления, в то время как «аш-Шабаб» еще больше извлек выгоду из своей националистической идеологии. В 2008 году «аш-Шабаб» быстро расширился и впервые взял под свой контроль территорию. Группировка также создала сети и территориальные базы, сосредоточенные в сельских южно-центральных регионах. Африканский союз сообщил, что в 2008 году «аш-Шабаб» насчитывал около 2000 бойцов.
В сентябре 2008 года аш-Шабаб объявила о создании правительственной администрации в Кисмайо и планировала объявить Исламский Эмират Сомали. Группировка утверждала, что административные должности будут разделены между аш-Шабаб, выжившими членами СИС и лидерами кланов. Однако различные старейшины кланов и командиры СИС жаловались, что их исключили из переговоров. В январе 2009 года АНОС присоединилась к ПФП , а Шариф Шейх Ахмед стал новым президентом ПФП. Аш-Шабаб начала нападать на ARS за присоединение к ПФП. Правительство Сомали потеряло почти всю территорию, возвращенную ПФП в 2007 году.
После смерти Адена Хаши Айро в результате американского авиаудара в мае 2008 года Ахмед Годан стал лидером. Годан поклялся в верности Усаме бен Ладену и занял панисламистскую позицию, в отличие от националистов в аш-Шабаб. После вывода эфиопских войск в январе 2009 года общественная поддержка, которой аш-Шабаб ранее пользовался как фракция сопротивления, значительно уменьшилась. После того, как аш-Шабаб объединился с Аль-Каидой , Анвар аль-Авлаки призвал джихадистов мигрировать в Сомали в поддержку аш-Шабаб. Усама бен Ладен также опубликовал заявление в поддержку аш-Шабаб в Сомали. Аш-Шабаб значительно вырос в силе и размерах.
К 2009–2010 гг. группировка «аш-Шабаб» контролировала большую часть центральной и южной части Сомали к югу от Пунтленда и сформировала административные структуры для управления территориями, находящимися под ее контролем.
В ходе битвы за Могадишо «аш-Шабаб» понесла тяжелые потери. К августу 2011 года «аш-Шабаб» покинула Могадишо , хотя продолжает оказывать влияние на город и совершать атаки из близлежащих городов. В декабре 2011 года «аш-Шабаб» учредила Шуру Исламского Эмирата Сомали. В октябре и ноябре 2011 года местные группировки при поддержке Кении и Эфиопии начали наступление на «аш-Шабаб», причём Кения приближалась с юга, а Эфиопия — с запада. «аш-Шабаб» уступила территории обеим армиям, в частности, уступив Байдабо Эфиопии в феврале 2012 года и уступив Кисмайо Кении в октябре 2012 года.
При Годане авторитарный стиль правления «аш-Шабаб» и применение насилия привели к тому, что группа потеряла поддержку. В 2013 году внутренние разногласия привели к междоусобному насилию, когда Годан проводил чистку среди своих критиков. Панисламистская, поддерживающая «Аль-Каиду» фракция Годана столкнулась с более националистическими фракциями. 
В 2013 году группировка «аш-Шабаб» понесла значительный ущерб. После территориальных потерь группировка «аш-Шабаб» вернулась к асимметричной войне и партизанским атакам. Хотя группировка больше не имела правительственной и военной власти на значительной территории, она сохранила спорадическое присутствие и, следовательно, значительное влияние во многих местах.
Однако в 2016 году «аш-Шабаб» оставался ослабленным военной кампанией против него. 1 сентября 2014 года в результате удара американского беспилотника был убит Годан, и его сменил Ахмад Умар. Группировка вернулась к своему сомалийскому национализму. «Аш-Шабаб» выиграла еще несколько военных операций против правительства. Она также расширила свои операции в Пунтленде. Филиал ИГ в Сомали «Вилаят Сомали» бросила вызов «аш-Шабаб» и его Исламскому Эмирату Сомали. 20 июля 2022 года «аш-Шабаб» начала неудачное вторжение в Эфиопию с целью аннексии Сомалийского региона.

## Структура и управление
В Исламском Эмирате Сомали аш-Шабаб применил строгий шариат. В Исламском Эмирате Сомали споры разрешались через суды, основанные на шариате, которые иногда считались лучше, чем на территориях, контролируемых правительством. Некоторые сомалийцы ездили в Исламский Эмират только из-за его системы разрешения споров. В начале 2010 года аш-Шабаб заявила, что урожайность в Сомали процветала из-за сокращения аш-Шабабом импорта продовольствия, и что эта политика перераспределила доходы в пользу бедных сельских сомалийских фермеров. Ее СМИ также включали информационное агентство «Шахада» и радио «Аль-Андалус». Группировка также нарушала права человека на своих территориях, в том числе посредством жестокого толкования и применения исламской юриспруденции в отношении хадд.